# Weidhausen bei Coburg

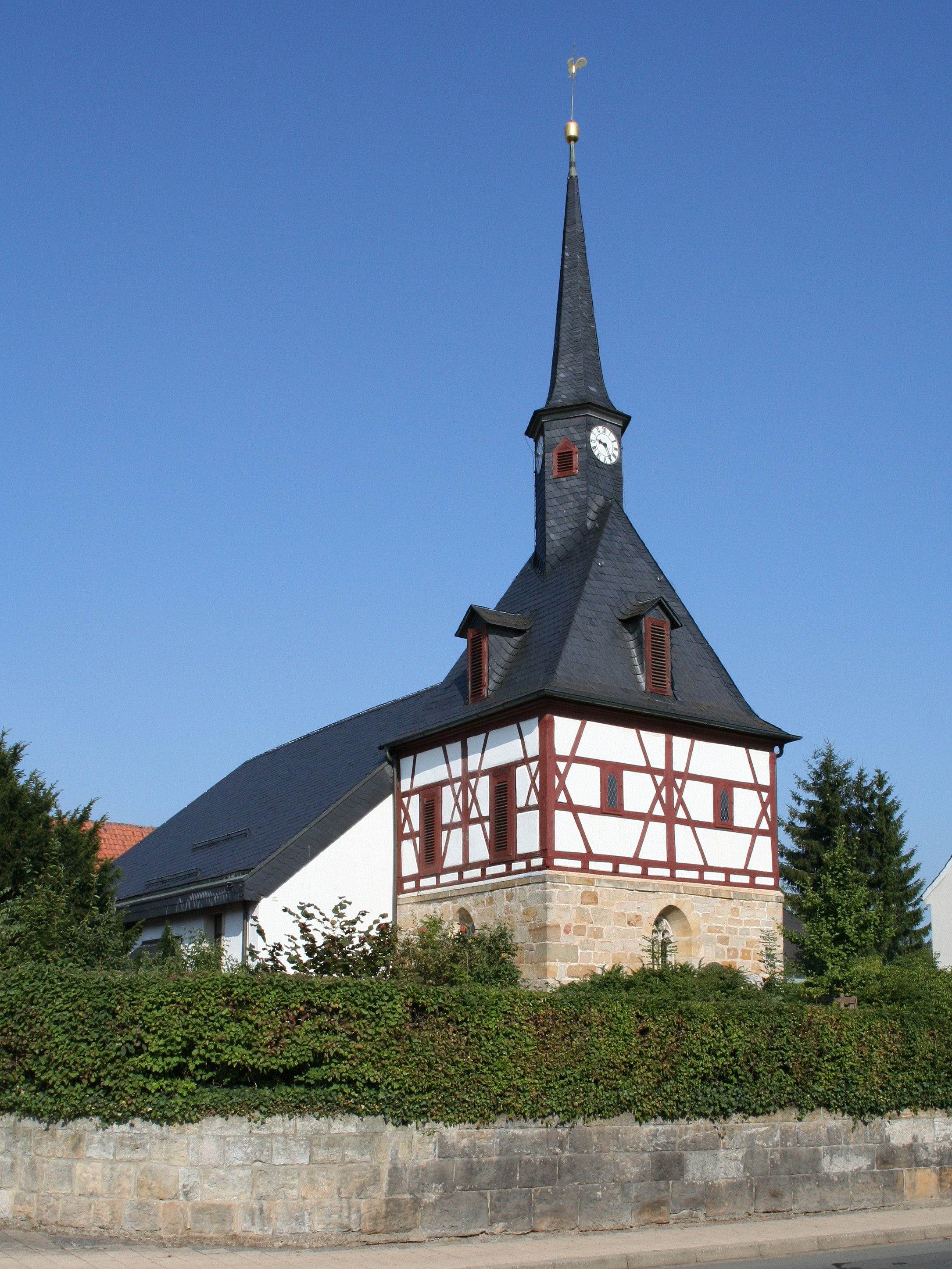
Kościół ewangelicki

Weidhausen bei Coburg, Weidhausen b.Coburg – miejscowość i gmina w Niemczech, w kraju związkowym Bawaria, w rejencji Górna Frankonia, w regionie Oberfranken-West, w powiecie Coburg. Leży około 15 km na południowy wschód od Coburga, przy drodze B303 i linii kolejowej Coburg – Sonnefeld.

## Dzielnice
W skład gminy wchodzą trzy dzielnice: 
- Neuensorg
- Trübenbach
- Weidhausen

## Polityka
Wójtem jest Werner Platsch. Rada gminy składa się z 16 członków:
|      | CSU/Związek Obywatelski | SPD/Związek Wiejski | Wolni Obywatele | Razem     |
| 2002 | 4                       | 7                   | 5               | 16 miejsc |

### Współpraca
Miejscowość partnerska:
- Frankfort, Stany Zjednoczone